# Bagratydzi (Armenia)

Tereny we władaniu dynastii Bagratydów około roku 1000

Bagratydzi (ormiański: Բագրատունի) – dynastia w Armenii (w tym czasie określanej też jako państwo Ani) w latach 861–1045 oraz lokalnych księstwach. Przez dwieście lat zdołali utrzymać niepodległość walcząc z Arabami i Bizancjum.
Pierwszym niezależnym władcą Armenii był Aszot V (zm. 890), który w 855 został mianowany przez kalifa rządcą. Dwadzieścia lat później możnowładcy armeńscy ogłosili go królem jako Aszota I. Kalif w 885 przyznał mu tytuł księcia książąt, uznając jego niezależność. Podobnie uczynił cesarz bizantyjski w 886 roku.
W czasach Aszota III Łaskawego (zm. 977) doszło do rozpadu Królestwa Armenii. Najpierw bunt podniósł młodszy brat monarchy Muszeh, który w 962 roku ogłosił się królem Karsu. W czasie panowania Symbata II Zdobywcy (następcy i syna Aszota III Łaskawego) bunt podniósł młodszy brat Gurgen I, który jeszcze za życia ich ojca rządził w Lori, w 980 roku głosił się tamtejszym królem.
Armeńscy Bagratydzi podzieli się na trzy linie. Wszystkie utraciły swą niezależność w połowie XI w. najpierw zależność od Bizancjum dostał się w 1045 roku król Armenii Gagik II (zm. ok. 1080), następnie w 1064 roku król Karsu Gagik Abas II (zm. ok. 1080). Jako ostatni stracił suwerenność w 1089 roku król Lori Gurgen II (zm. po 1089), który dostał się pod panowanie Turków Seldżuckich.

## Królowie Armenii
- 885–890 – Aszot I
- 890–914 – Symbat I Męczennik
- 914–928 – Aszot II
- 928–952 – Abas I
- 952–977 – Aszot III
- 977–989 – Symbat II
- 989–1020 – Gagik I
- 1020–1040 – Howhannes I z Ani – Symbat III
- 1021–1039 – Aszot IV
- 1042–1045 – Gagik II